# 切斯特市 (英國國會選區)

選區在柴郡的位置

切斯特市（英語：City of Chester），英國國會一郡選區，位於柴郡切斯特的市中心，即目前柴郡西-切斯特西部。
設於1545年，1880年前應選兩席，1885年後應選一席，1918年前為自治市選區。本區自1910年以來一直支持保守黨，但工黨人士在1997年首次在本區勝出。在2010年大選中保守黨的史提芬·莫斯利以40.6%選票擊敗尋求三度連任的克莉斯汀·羅素，為保守黨奪回本選區。
2015年大選中，工黨的克里斯·馬塞森（Chris Matheson）擊敗保守黨的史提芬·莫斯利。
2017年大選中，克里斯·馬塞森連任。